# Ивановские травы

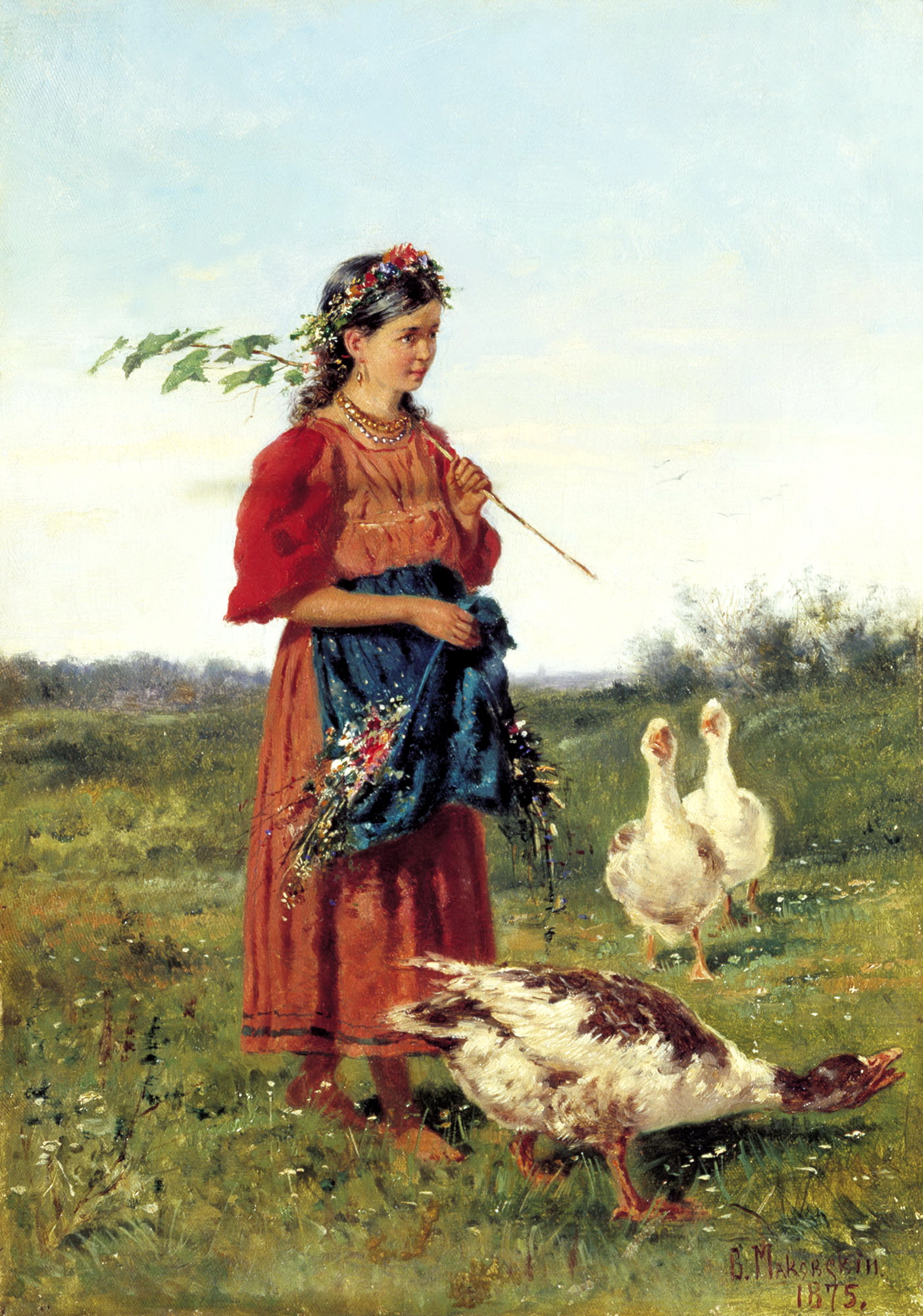
В. Е. Маковский. Девочка с гусями. 1875.

Ивановские травы (Иванские травы, Купальские травы) — травы, цветы, ветви деревьев, коренья, сбор и применение которых входят в ритуальный комплекс празднования Ивана Купалы.
По народным поверьям, они отличаются особой волшебной силой и целебными свойствами. Травы собирали в ночь на Ивана Купалу или на рассвете по росе, чаще засушивали и использовали как средство от всех напастей, в девичьих гаданиях, при лечении людей и скота.

## Славянские традиции
К травам, обладающим чародейными свойствами относятся: трава колюка, папоротник, или кочедыжник, тирлич-лихоманник, плакун-трава, дурман, адамова голова, болотный голубец, ревенька, одолень-трава (синюха, валериана, молочай, кубышка), земляника, перенос, на-сон, разрыв-трава, перелёт-трава, иван-да-марья, будяг, чертополох, подорожник, лопушок, купаленка, медвежье ушко, богатенька, чернобыльник, лютик, архилин (аир?), муравьиное масло, медяница, или курячья слепота и петров крест.
Украинцы рассказывали, что целебные травы выращивают русалки и мавки, которые знают все их лечебные свойства.
Согласно белорусскому поверью, купальские травы максимально целебны, если их собирают «старые и малые», то есть старики и дети — как наиболее чистые (не живущие половой жизнью, не имеющие месячных очищений и т. п.).
Украинские девушки обязательно рвали полынь, так как считали, что её боятся ведьмы и русалки. Полынь носили на поясе, вплетали в венки, втыкали в стены домов и ворот, чтобы преградить путь ведьмам.
Зелень использовалась как универсальный оберег: считалось, что она защищает от болезней и эпидемий, сглаза и порчи; от колдунов и ведьм, нечистой силы, «ходячих» покойников; от стихийных молнии, урагана, пожара; от змей и хищных зверей, насекомых-вредителей, червей. Наравне с этим контакт со свежей зеленью осмыслялся и как магическое средство, обеспечивающее плодовитость и успешное разведение скота, домашней птицы, урожайность злаковых и огородных культур.
Травы старались собрать рано утром в Иванов день до восхода солнца, так как, по поверьям, целебные свойства сохраняют лишь те растения, которые не успеет осветить солнце (болг, бел., укр.). Именно в это время «каждая травка просит сорвать её и сама раскрывает свою целебную силу». Собирали не только лечебные травы, но и растения-обереги (крапиву, полынь, ветки колючих кустарников), а также травы и цветы, предназначенные для гаданий, для обрядовых венков и букетиков, растения для изготовления веников, мётел, корзин.
В XVI и XVII столетиях собиратели трав преследовались наряду с закоренелыми преступниками. «Егда приходит великий праздник, день Рождества Предтечева», — писал летописец, — «исходят мужие и жены чаровницы по лугам и по болотам и в пустыни и в дубравы, ищущи смертныя травы и приветрочрева, от травнаго зелия на пагубу человеком и скотом; ту же и дивия корения копают на потворение мужем своим. Сия вся творят действом диаволим, с приговоры сатанинскими». В «Разрядных книгах» находятся записи о целом ряде старинных судебных волокит о таких травоведах. Достаточно было найти у кого-нибудь неведомый корень или пучок неизвестной травы, чтобы этому было придано значение злого умысла. Пойманных накануне Иванова дня «ведунов» пытали, били батогами, чтобы «не повадно было бы носить и собирать травы и коренья».

## Папоротник
Папоротник особо выделяли среди других растений, его считали дьявольским и вместе с тем чудесным зельем. В Нижегородской области, собирая «ивановские» растения, папоротник брать не решались, называя его «колдовской» травой. В иных местах, наоборот, он был главным в ряду растений: большие пучки папоротника подвешивали в хлеву против ведьм (Речицкое Полесье); в Гродненской области одно из названий дня — Папараць-дзень. У всех славян известны поверья о колдовских свойствах его расцветающего ночью цветка.

## Иван-да-марья
Одним из главных символов Иванова дня был цветок Иван-да-марья, который символизировал магический союз огня и воды. Народные сказания связывают происхождение этого цветка с близнецами — братом и сестрой — которые вступили в запретные любовные отношения и из-за этого превратились в цветок. Эта легенда восходит к архаичному мифу об инцесте близнецов и находит параллели в индоевропейских мифологиях. Иван-да-марья часто фигурируют в купальских песнях, к примеру:

Иван Марью

Звал на купальню.

Где Иван купался —

Берег колыхался.

Где Марья купалась —

Трава расстилалась.

Купался Иван,

Да в воду упал.
Для плодовитости домашней живности им добавляли в корм траву иван-да-марьи, собранную до восхода солнца на Ивана Купалу.

## Полынь

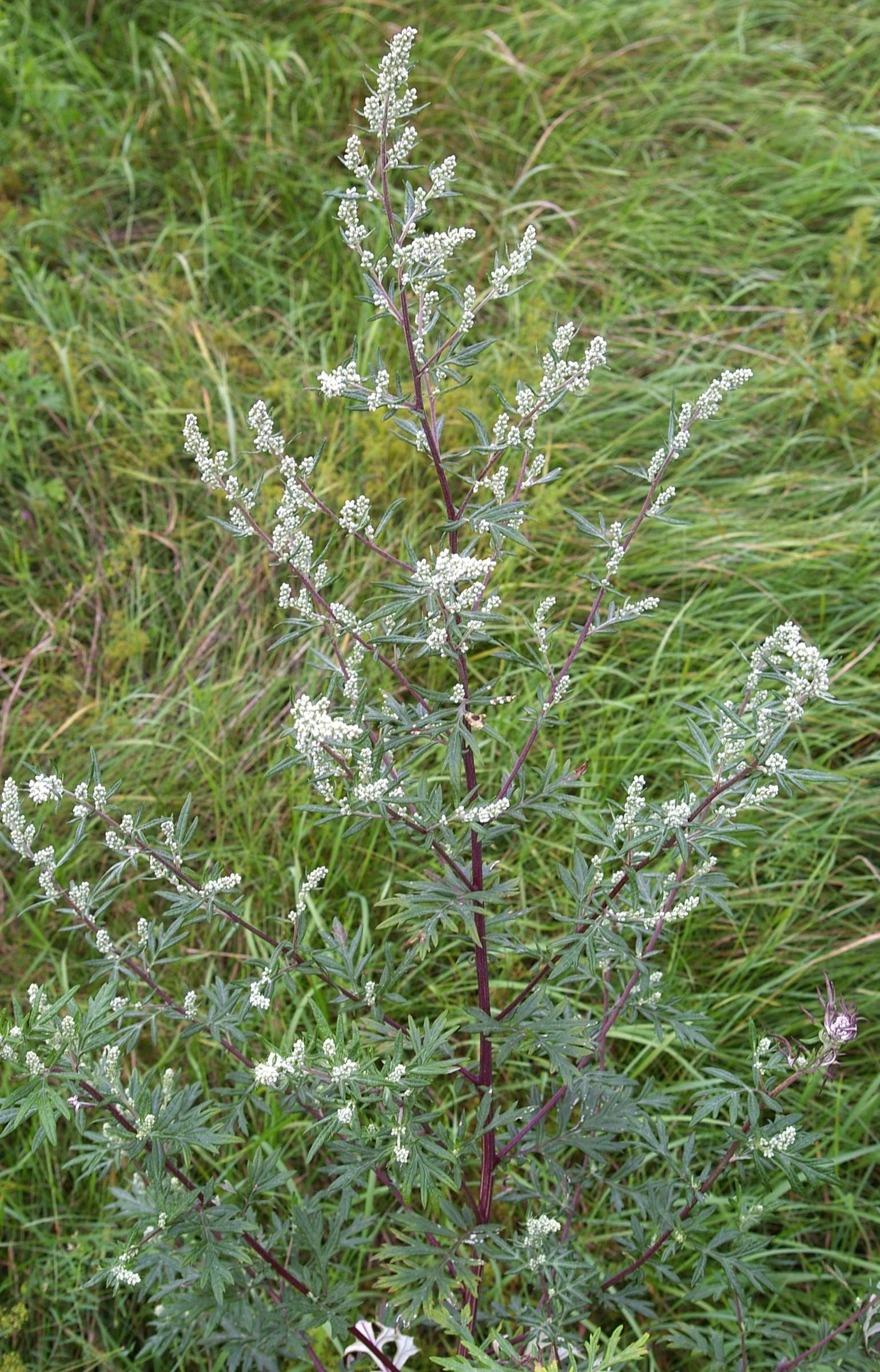
Полынь обыкновенная, или чернобы́льник

Полынь горькая, чернобыльник (полынь обыкновенная), божье дерево (полынь лечебная) — растения с горьким вкусом и запахом, используется для нейтрализации нечистой силы, а также в лечебных и магических целях; символ тоски, горя, злобы, ср. русские пословицы: «Не я полынь-траву садила, сама окаянная уродилась»; «Чужая жена лебёдушка, а своя — полынь горькая».
Защитой от мавок и русалок служит, по народным верованиям, чеснок, хрен и полынь. Опасаясь умерших на Троицкой неделе, им в течение недели вешали на кресты полынь и татарник (укр.-пол.). Чтобы уберечься от нечистой силы, в четверг на Русальной неделе девки вплетали в косу полынь (укр.). Для защиты «своего» пространства от нечистой силы в канун Иванова дня клали на крышу листья лопуха, полынь, ветки ольхи (пол.). Универсальными оберегами от лихорадки считались верба, полынь, рак.

## Крапива
Восточные славяне накануне Иванова или Духова дня в качестве оберега от русалок, колдунов и другой нечистой силы раскладывали крапиву на окнах, на порогах домов. В Пинском Полесье на Купалу вешали крапиву на дверях сеней, у хлевов — от русалок. В Иванов день перед купанием в реке в воду бросали крапиву для защиты от русалок (полтав.); в окна домов бросали крапиву с приговором: «Крапива в дом, а клоп вон» (архангел.). В Чехии считали, что водяной не причинит зла человеку, у которого в руках крапива.